# Edith Craig
Edith "Edy" Ailsa Geraldine Craig (Hertfordshire, 9 de diciembre de 1869 - 27 de marzo de 1947) fue una prolífica directora de teatro, productora, diseñadora de vestuario y pionera del movimiento por el sufragio femenino en Inglaterra. Era hija de la actriz Ellen Terry y del progresista arquitecto y diseñador inglés Edward William Godwin, y hermana del practicante de teatro Edward Gordon Craig .
Como lesbiana, activista activa por el sufragio femenino y mujer que trabajó como directora y productora de teatro, Edith Craig ha sido recuperada por académicas feministas e historiadoras del teatro. Craig vivió en un ménage à trois con la dramaturga Christabel Marshall y la artista Clare 'Tony' Atwood desde 1916 hasta su muerte.

## Biografía
Edith 'Edy' Craig, al igual que su hermano menor Edward, era ilegítima, ya que su madre, Ellen Terry, todavía estaba casada con su primer marido, George Frederic Watts, cuando se fugó con Godwin en 1868. Edith Craig nació al año siguiente en Gusterwoods Common en Hertfordshire, y recibió el apellido "Craig" para evitar el estigma de la ilegitimidad. La familia vivió en Fallows Green, Harpenden en Hertfordshire, en una casa diseñada por Godwin, hasta 1874. La pareja se separó en 1875. En 1877 Terry se casó con su segundo marido, Charles Wardell, un actor con el nombre artístico de Charles Kelly con quien había trabajado. Él se convirtió en una figura paterna para los niños, lo que llevó a Craig a tomar el nombre de Wardell. Sin embargo, en 1907 Terry se casó con su tercer marido, James Carew, a quien no le gustaba Edith Craig.
Craig se educó en la escuela de la Sra. Cole, una institución mixta en Earls Court en Londres, y en la Royal Academy of Music. Craig hizo su primera aparición en el escenario en 1878 durante la carrera de Olivia en el Royal Court Theatre. Se formó como pianista con Alexis Hollander en Berlín, Alemania, de 1887 a 1890. También estudió ocasionalmente con Elizabeth Malleson de Dixton Manor Hall, Winchcombe, Gloucestershire.

## Carrera teatral
Craig se unió al Lyceum Theatre (Londres) como diseñadora de vestuario y actriz, recorriendo Estados Unidos en 1895 y 1907 bajo el nombre artístico de Ailsa Craig. Destacó por sus trajes históricamente precisos y ganó reconocimiento por ellos. Al igual que su hermano menor, Craig apareció con Henry Irving en varias obras de teatro, incluida The Bells (1895). En 1895 sus actuaciones en Bygones de Arthur Wing Pinero y The Lyons Mail de Charles Reade fueron elogiadas respectivamente por George Bernard Shaw y Eleonora Duse. George Bernard Shaw era un amigo de la familia de Craig, escribió varios papeles específicamente para ella. En la obra de teatro Cándida de Bernard Shaw, se cree que el papel de Prossy fue creado para Craig, quien lo interpretó al principio. 
Craig también actuó en obras de George Bernard Shaw y Henrik Ibsen, realizó una gira con la Sra. Brown-Potter y el Independent Theatre. En 1899, Irving la contrató para hacer el vestuario para su producción de Robespierre, lo que la llevó a entrar en el negocio como modista como Edith Craig & Co en Covent Garden hasta 1903. Después de que Ellen Terry dejó el Lyceum Theatre y pasó a la gestión, Craig la acompañó en sus giras por las provincias inglesas y América como su directora de escena, y desde entonces la producción teatral se convirtió en su principal ocupación.
Craig fundó Pioneer Players (1911-1925), una sociedad de teatro con sede en Londres. Los Pioneer Players eran conocidos por producir obras de teatro anteriormente prohibidas, obras de teatro sobre el humanismo social, el sufragio femenino y el feminismo y, desde 1915, obras de teatro extranjeras en inglés. Las obras traducidas permitieron al grupo ir más allá de la Liga de Franquicias de Actrices y ser aceptado en el teatro inglés convencional. La madre de Craig, Ellen Terry, era presidenta de la sociedad. Craig fue directora gerente y directora de escena, y su socio, Chris St. John, actuó como secretario. Tenían un comité asesor del que formaban parte George Bernard Shaw y la presidenta Gabrielle Enthoven. Algunos críticos han descrito a The Pioneer Players como una compañía de teatro para mujeres, que aumenta las oportunidades de las mujeres en el teatro, para quien Craig produjo aproximadamente 150 obras. 
Después de que los Pioneer Players finalmente cerraran, Craig produjo obras para el movimiento Little Theatre en York, Leeds, Letchworth y Hampstead. En 1919, fue una figura importante en la British Drama League (BDL), que se había formado para promover el teatro de aficionados en todo el Reino Unido y fomentar una paz duradera después de la Primera Guerra Mundial. Más tarde, Craig dirigió obras de teatro en el Everyman Theatre, Hampstead y Leeds Art Theatre. En 1929, el año después de la muerte de Ellen Terry, Craig convirtió el granero isabelino adyacente a la casa de Terry en Smallhythe Place en un teatro al que llamó The Barn Theatre. Aquí produjo todos los años obras de Shakespeare para conmemorar el aniversario de la muerte de su madre. Craig también apareció en varias películas mudas, incluyendo Fires of Fate (1923).

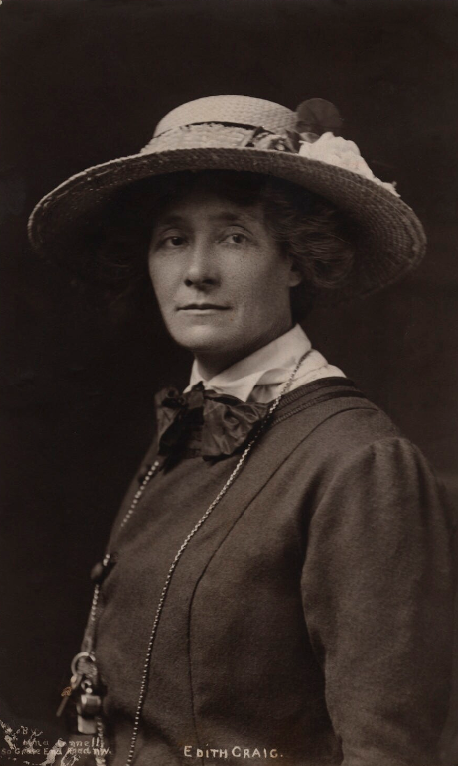
Edith Craig en la década de 1910

Craig estuvo involucrada en muchos grupos en favor del sufragio femenino y vendió periódicos en nombre de esa causa en la calle. Después de conocer a una mujer que vendía periódicos para Women's Freedom, se convirtió en miembro y trabajó en la sucursal de grupo. Ella no entendía exactamente el significado del sufragismo, pero rápidamente se formó fuertes opiniones al respecto. Afirmaba que "creció firmemente convencida de que ninguna mujer que se precie puede ser otra cosa que no sea una sufragista". Craig usó su experiencia teatral en nombre de la Liga Sufragista de Actrices y también participó en varias producciones de sufragio. Dirigió A Pageant of Great Women, una obra que ideó con la escritora y actriz Cicely Hamilton, que se representó en todo el Reino Unido ante un gran público. A Pageant siguió el concepto de una obra moral en la que el personaje principal, Mujer, se enfrenta al antagonista, Prejuicio, que cree que los hombres y las mujeres no son iguales. La justicia preside el debate entre Prejuicio y Mujer, mientras grupos de grandes mujeres van pasando por el escenario como evidencia de los logros de las mujeres en el arte, el gobierno, la educación, los asuntos espirituales y la batalla. Craig dirigió cada producción de esta obra, trayendo a los tres actores profesionales para representar Mujer, Justicia y Prejuicio y los trajes históricamente a cada lugar. Craig interpretó con frecuencia el papel de Rosa Bonheur, una artista lesbiana.

## Vida personal y muerte
El compositor Martin Shaw le propuso matrimonio a Craig en 1903 y ella aceptó. Sin embargo, el matrimonio fue impedido por Ellen Terry, celosa del afecto de su hija, y por Christabel Marshall, que escribía bajo el seudónimo de Christopher St. John, con quien Craig vivió desde 1899 hasta que se les unió en 1916 la artista Clare Atwood, viviendo en un ménage à trois hasta la muerte de Craig en 1947. Su estilo de vida lésbico fue menospreciado por su familia. Su hermano Edward decía que la sexualidad de Edith era el resultado de su "odio a los hombres, iniciado por el odio de su padre". Craig se involucró en varios libros sobre su madre y George Bernard Shaw, que generó una ruptura en la relación con su hermano, que le pidió a Craig que no escribiera sobre su madre y, específicamente, que no compartiera los detalles de los problemas más íntimos de la familia. El libro de Edward Gordon Craig Ellen Terry y su yo secreto (1931) se enfrentaba explícitamente a Ellen Terry y Bernard Shaw: una correspondencia (1931) editado por Christopher St. John. En 1932, Craig coeditó con St. John Ellen Terry's Memoirs en las que respondía a la representación de su madre por parte de su hermano. También en 1932 Craig adoptó a Ruby Chelta Craig. Craig se reconcilió con su hermano algún tiempo antes de su muerte.
A la muerte de su madre, Craig dedicó su vida a preservar el legado de su madre. Abrió al público la casa familiar, Smallhythe Place en Kent, Inglaterra. Desde 1939 el National Trust apoyó en la gestión de la casa. A su muerte, dejó Smallhythe Place al National Trust como un monumento a su madre. Craig murió de trombosis coronaria y miocarditis crónica el 27 de marzo de 1947 en Priest's House, Smallhythe Place, mientras planeaba un festival de Shakespeare en honor a su madre. Su cuerpo fue incinerado. Marshall y Atwood están enterradas una junta a la otra en la iglesia de San Juan Bautista, Small Hythe. Se suponía que las cenizas de Craig también serían enterradas allí, pero en el momento de la muerte de Marshall y Atwood, las cenizas se perdieron y en su lugar se colocó un monumento en el cementerio.
Edith Craig sufría de artritis aguda, especialmente en sus manos. En su juventud, esta dolorosa condición le impidió convertirse en música profesional. Asistió a la Royal Academy of Music y obtuvo un certificado en piano del Trinity College. En sus últimos años, tras la muerte de su madre, Craig dictó sus memorias a su amiga Vera Holme, conocida como Jack. Holme los anotó en un cuaderno que estuvo "perdido en un ático" durante décadas y luego se vendió a Ann Rachlin en 1978. Incluian los recuerdos de Craig de su infancia y su vida con su madre, Edward Gordon Craig y Henry Irving. Rachlin los publicó en su libro Edy was a Lady en 2011.
Se dice que Virginia Woolf utilizó a Edith Craig como modelo para el personaje de Miss LaTrobe en su novela Entre Actos (1941).

## Filmografía seleccionada
- Her Greatest Performance (1916)
- God and the Man (1918)
- Victory and Peace (1918)
- The God in the Garden (1921)
- Fires of Fate (1923)
- The Desert Sheik (1924)
- Behind the Headlines (1937)

## Otras lecturas
- Adlard, Eleanor, ed. (1949). Edy: Recuerdos de Edith Craig, Londres: Frederick Muller.
- Chiba, Yoko (1996). "Kori Torahiko y Edith Craig: un dramaturgo japonés en Londres y Toronto", Drama comparativo, vol. 30, núm. 4, págs. 431–51.
- Cockin, Katharine (1991). "Nueva luz sobre Edith Craig", Theater Notebook, XLV, 3, págs. 132–43.
- Cockin, Katharine (1994). "Los jugadores pioneros: juegos de / con identidad", Diferencia de vista: las mujeres en el modernismo, Gabriele Griffin (ed. ) Taylor y Francis, págs. 142–54.
- Cockin, Katharine (2015). "Edith Craig y los jugadores pioneros en un 'mundo vestido de color caqui y con mentalidad de color caqui': Teatro de arte internacional de Londres"], Teatro británico y la Gran Guerra 1914-1919: Nuevas perspectivas, A. Maunder (ed. ), Basingstoke: Palgrave, págs.146–69.
- Dymkowski, Christine (1992). "Ideas entretenidas: Edy Craig y los jugadores pioneros", La mujer nueva y sus hermanas, Hemel Hempstead: Harvester Wheatsheaf, págs. 221–33.
- Fisher, James (1995). "Edy Craig y la producción de los jugadores pioneros de la profesión de la Sra. Warren ", Shaw, vol. 15, págs. 37–56.
- Gandolfi, Roberta (2011). Ellen Terry, Esferas de influencia, Katharine Cockin (ed. ), Londres: Pickering & Chatto, págs. 107-118.
- Holroyd, Michael (2008): Una extraña historia llena de acontecimientos; Las dramáticas vidas de Ellen Terry, Henry Irving y sus notables familias; Pub. Chatto y Windus ISBN 9780701179878
- Melville, Joy (1987). Ellen y Edy, Londres: Pandora.
- Steen, Marguerite (1962). Un orgullo de territorios, Londres: Longmans.
- Webster, Margaret (1969). Lo mismo pero diferente, Londres: Victor Gollancz.